# Neochactas guaiquinimensis
Espèce
Synonymes
- Broteochactas guaiquinimensis González-Sponga, 1997

Neochactas guaiquinimensis est une espèce de scorpions de la famille des Chactidae.

## Distribution
Cette espèce est endémique de l'État de Bolívar au Venezuela. Elle se rencontre vers Heres à 280 m d'altitude sur le Cerro Guaiquinima.

## Systématique et taxinomie
Cette espèce a été décrite sous le protonyme Broteochactas guaiquinimensis par González-Sponga en 1997. Elle est placée dans le genre Neochactas par Soleglad et Fet en 2003.

## Étymologie
Son nom d'espèce, composé de guaiquinim[a] et du suffixe latin -ensis, « qui vit dans, qui habite », lui a été donné en référence au lieu de sa découverte, le Cerro Guaiquinima.

## Publication originale
- González-Sponga, 1997 : Arácnidos de Venezuela. Tres nuevas especies del Tepui Guaiquinima, Edo. Bolívar (Scorpionida. Chactidae): resultado de la expedición zoológica de la Fundación para el Desarrollo de las Ciencias de la Academia de Ciencias Físicas, Matemáticas y Naturales de Venezuela. Boletín de la Sociedad Venezolana de Ciencias Naturales. Caracas, vol. 46, no 150, p. 3-27.